# Брезовец (Циркулане)
Брезовец (словен. Brezovec) је насељено место у општини Циркулане, Подравска регија, Словенија.

## Историја
До територијалне реорганизације у Словенији био је у саставу старе општине Птуј.

## Становништво
У попису становништва из 2011. године, Брезовец је имао 192 становника.
| Број становника према пописима | Број становника према пописима | Број становника према пописима |
| ------------------------------ | ------------------------------ | ------------------------------ |
| 1991                           | 2002                           | 2011                           |
| 190                            | 169                            | 192                            |